# منتخب سويسرا لكرة الأرض للرجال
منتخب سويسرا الوطني لكرة الأرض للرجال هو ممثل سويسرا الرسمي في المنافسات الدولية في كرة الأرض .